# Q̌
Q̌ (minuskule q̌) je speciální znak latinky. Nazývá se Q s háčkem. Nachází se pouze v nivchštině. Bývá za něj přepisováno písmeno cyrilice Ӷ a čte se jako znělá uvulární ploziva (ɢ), což je přibližně vyslovování jako G. V Unicode je majuskulní tvar sekvence <U+0051, U+030C> a minuskulní <U+0071, U+030C>.